# Словенско-украинские отношения
Словенско-украинские отношения — двусторонние дипломатические отношения между Словенией и Украиной. Отношения были установлены 10 марта 1992 года.

## История отношений
Словения признала независимость Украины после распада СССР 11 декабря 1991 года, а официальные дипломатические отношения между странами были установлены 10 марта 1992 года.
22 февраля 2022 года премьер-министр Словении Роберт Голоб осудил признание сепаратистских регионов Донецка и Луганска Российской Федерацией.
24 ноября 2023 года Словения выразила готовность предоставить до 5 миллионов евро в виде грантовых средств для финансирования проектов по восстановлению инфраструктуры Украины. А 27 ноября она выделила 200 тысяч евро на реконструкцию Изюмской больницы в Харьковской области.
18 июля 2024 года президент Украины Владимир Зеленский и премьер-министр Словении Роберт Голоб подписали соглашение о сотрудничестве в сфере безопасности и долгосрочной поддержке между двумя странами.
18 ноября 2024 года первая леди Украины Елена Зеленская встретилась с президентом Словении Наташей Пирц-Мусар и её мужем Алешом Пусар. На следующий день, 19 ноября, Елена Зеленская совместно с министром экономики Украины Юлией Свириденко провела встречу с премьер-министр ом Словении Робертом Голобом.

## Дипломатические миссии
- У Словении есть посольство в Киеве[12], а также консульства в Житомире[13], Одессе[14] и Харькове[15]
- У Украины есть посольство в Любляне[16], а также консульства в Веленье[17] и Крани[18]